# Tatort: Kriegssplitter
Kriegssplitter ist ein Fernsehfilm aus der Krimireihe Tatort. Der zwölfte gemeinsame Fall des Schweizer Tatort-Teams aus Luzern wurde am 5. März 2017 im SRF 1 und im Ersten ausgestrahlt. Reto Flückiger und Elisabeth Ritschard ermitteln im Fall eines getöteten Journalisten.

## Handlung
Während sich Hauptkommissar Flückiger mit seiner heimlichen Affäre Eveline Gasser in einem Hotelzimmer vergnügt, sucht zur gleichen Zeit der Journalist Leo Manser mehrere Stockwerke über ihnen sein Zimmer auf und baut dort eine Videokamera auf. Kurze Zeit später stürzt er von seinem Hotelzimmer in die Tiefe und landet auf einem Auto. Flückiger und Eveline Gasser beobachten dies von ihrem Balkon aus. Flückiger fordert Gasser auf, die Ambulanz zu rufen und rennt bewaffnet mit einer Pistole in die oberen Stockwerke des Hotels, wird allerdings aufgehalten, als er eine Tür ins Gesicht bekommt, und wird bewusstlos.
Kurz darauf trifft seine Kollegin Ritschard am Tatort ein. Durch die polizeiliche Vernehmung kommt die Affäre von Flückiger mit der verheirateten Eveline Gasser ans Tageslicht. Diese hatte kurz nach dem Vorfall ihren Ehemann kontaktiert. Im Fall um den Tod des Journalisten tappen die Hauptkommissare zunächst im Dunkeln. Die Videokamera des Journalisten ist verschwunden. Bei einer Befragung des Hotelportiers erfahren die Kommissare, dass der Journalist am Todestag Besuch von einer Frau hatte. Diese wird bei einer Gegenüberstellung von dem Hotelportier erkannt. Es handelt sich um die ehemalige Arbeitskollegin des Journalisten, Natalie Etter. Zudem finden sich Etters DNA unter den Fingernägeln des Opfers. Etter sagt aus, Manser habe sich ohne ihr Wissen eine Videokamera von ihr geliehen, deswegen kam es zu einer Rangelei. Ansonsten besteht kein Kontakt mehr zwischen den beiden Journalisten.
Es stellt sich heraus, dass Leo Manser in letzter Zeit vermehrt über den tschetschenischen Krieg recherchierte. Dies führt die Hauptkommissare zu dem tschetschenischen Kriegsverbrecher Ramzan Khaskhanov, der mittlerweile in Luzern unter falschem Namen untergetaucht ist. Dieser soll im tschetschenischen Krieg Frauen mit Drogen willenlos gemacht und diese dann als Attentäter für Anschläge auf das russische Volk missbraucht haben. Doch nicht nur die Polizei sucht nach ihm, sondern auch ein Killer, der von der russischen Regierung beauftragt wurde und auch Khaskhanovs junge Nichte Nura, deren Mutter Khaskhanov im Krieg in den Tod geschickt hatte. Beide wollen den flüchtigen Kriegsverbrecher töten. Nura ist illegal von Tschetschenien in die Schweiz gekommen und sucht dort ihren Zwillingsbruder Nurali auf, der als Kind adoptiert wurde und mit seiner Familie in der Luzern lebt. Als seine Schwester plötzlich vor der Tür steht, nehmen Nurali und seine Frau sie freundlich auf. Durch ihren Racheplan zieht Nura ihren Zwillingsbruder in die gefährliche Sache hinein. Er sucht seinen untergetauchten Onkel auf und rettet diesen vor dem russischen Killer. Sie flüchten  gemeinsam im Auto von Nurali, der an die Unschuld seines Onkels glaubt. In Ramzan Khaskhanovs geheimem Versteck bittet dieser Nurali, ihm zu helfen und ihn nach Frankreich zu einem Freund zu bringen.
Währenddessen fahndet nun auch die Polizei nach dem angeschossenen Khaskanov. Sie befragen seine Exfrau, die auch in Luzern lebt und mit Khaskhanov aus Tschetschenien geflüchtet ist. Bei der Durchsuchung seiner Wohnung stoßen die Kommissare auf ein Dokument, das auf einen Schlüssel zu einem Versteck hinweist.
Nura trifft sich mit Khaskhanovs Exfrau und berichtet ihr von ihrem Verdacht. Es kommt heraus, dass sie ebenfalls von dem toten Journalisten kontaktiert worden ist. Nura macht sich auf die Suche nach ihrem Bruder und findet das Auto in der Nähe von Khaskanovs Versteck. Nach einer Rangelei mit ihrem Bruder verliert sie ihre Pistole und rennt dennoch entschlossen zu ihrem Onkel. Dieser ist aber bewaffnet. Nun treffen auch die Kommissare am Versteck ein. Es ertönt ein Schuss. Khaskhanov geht zu Boden. Nurali hat ihn von hinten mit der Pistole seiner Schwester erschossen. Die Kommissare nehmen die Geschwister mit. Bei der Befragung gibt Nurali den Kommissaren den Zugangscode zu einer Website, den er von Manser bekommen hat. Dort finden sie das Video, das direkt vor seinem Tod aufgenommen wurde. Es zeigt, dass die Exfrau von Khaskhanov mit Manser in Streit geraten ist und diesen bei einer Rangelei aus dem Fenster gestoßen hat.

## Hintergrund
Der Film wurde vom 18. Mai 2016 bis zum 18. Juni 2016 in Luzern und Umgebung gedreht.

## Rezeption

### Kritik
„'Das waren andere Zeiten, das war Krieg', sagt hier irgendwann ein älterer Tschetschene, von dem man nicht weiß, ob ein Held des Widerstands oder ein Schlächter ist. 'Es gibt keine Guten im Krieg, nur Verbrecher', heißt es an anderer Stelle. Doch, so die Botschaft des Politkrimis: Kriegsverbrechen müssen aufgeklärt werden, sonst wirken sie unheilvoll weiter. Auch Jahrzehnte nachdem sie verübt wurden. Auch fern der Länder, wo sie stattgefunden haben. Leider gelingt es mit der Aufklärung in diesem 'Tatort' nur bedingt.“

„Spannend ist der Fall allemal, etwas kompliziert aber, den Hintergrund über die kleinen Informations-Häppchen zu rekapitulieren. Zu viel ist auf der Welt seitdem passiert. Vielleicht schauen Sie nochmal kurz ins Lexikon und auf die Landkarte, dann haben Sie sicher mehr Spaß an dieser ansonsten gelungenen Folge.“

„Neben all den 'Tatort'-Weiterentwicklungen, die das Format seit geraumer Zeit formal experimentierend, durch inhaltlichen Dreh ins Komische oder Absurde, durch Gewaltorgien und durch immer neue Kommissarspaarungen am Leben halten sollen, wirkt der Schweizer „Tatort“ mit „Kriegssplitter“ nicht retro, sondern solide klassisch. Vor allem relevant (Musik Fabian Römer, Kamera Michael Saxer). Für eine Debatte über Flüchtlingspolitik eignet sich sein Aufriss nicht, wohl aber für eine Diskussion darüber, was vermeintlich weit entferntes Kriegsgeschehen mitten unter uns anrichten kann.“

### Einschaltquote
Die Erstausstrahlung von Kriegssplitter am 5. März 2017 wurde in Deutschland von 7,43 Millionen Zuschauern gesehen und erreichte einen Marktanteil von 20 %. In der Schweiz wurde der Tatort auf SRF 1 von 513.000 Zuschauern geschaut und erreichte einen Marktanteil von 26,9 %.